# سورن ويلهلم ثورن
سورن ويلهلم ثورن هو قسيس وسياسي نرويجي، ولد في 29 مايو 1804 في درامن في النرويج، وتوفي في 17 أبريل 1878 في كونغسبرغ في النرويج. انتخب عضو برلمان النرويج ‏ عن دائرة Kongsberg ‏ خلال فترته النيابية ‏ (1859 – 1861) وانتخب عضو برلمان النرويج ‏ عن دائرة Kongsberg ‏ خلال فترته النيابية ‏ (1857 – 1858) وانتخب عضو برلمان النرويج ‏ عن دائرة Kongsberg ‏ خلال فترته النيابية ‏ (1854 – 1856).